# Ahmed Hegazy
Ahmed Hegazy, född 25 januari 1991, är en egyptisk fotbollsspelare som spelar för Al-Ittihad.

## Karriär
Den 17 juli 2017 lånades Hegazy ut av Al-Ahly till West Bromwich Albion. Hegazy debuterade i Premier League den 12 augusti 2017 i en 1–0-vinst över Bournemouth, där han även gjorde matchens enda mål. Den 18 december 2017 meddelade West Bromwich Albion att Hegazy skrivit på ett permanent avtal med klubben fram till sommaren 2022.
I oktober 2020 lånades Hegazy ut till Al-Ittihad på ett låneavtal över säsongen 2020/2021. Han gick därefter på en permanent övergång till klubben.

## Landslagskarriär
I december 2021 blev Hegazy uttagen i Egyptens trupp till Afrikanska mästerskapet 2021.